# Észtország államfőinek listája

Észt elnöki lobogó

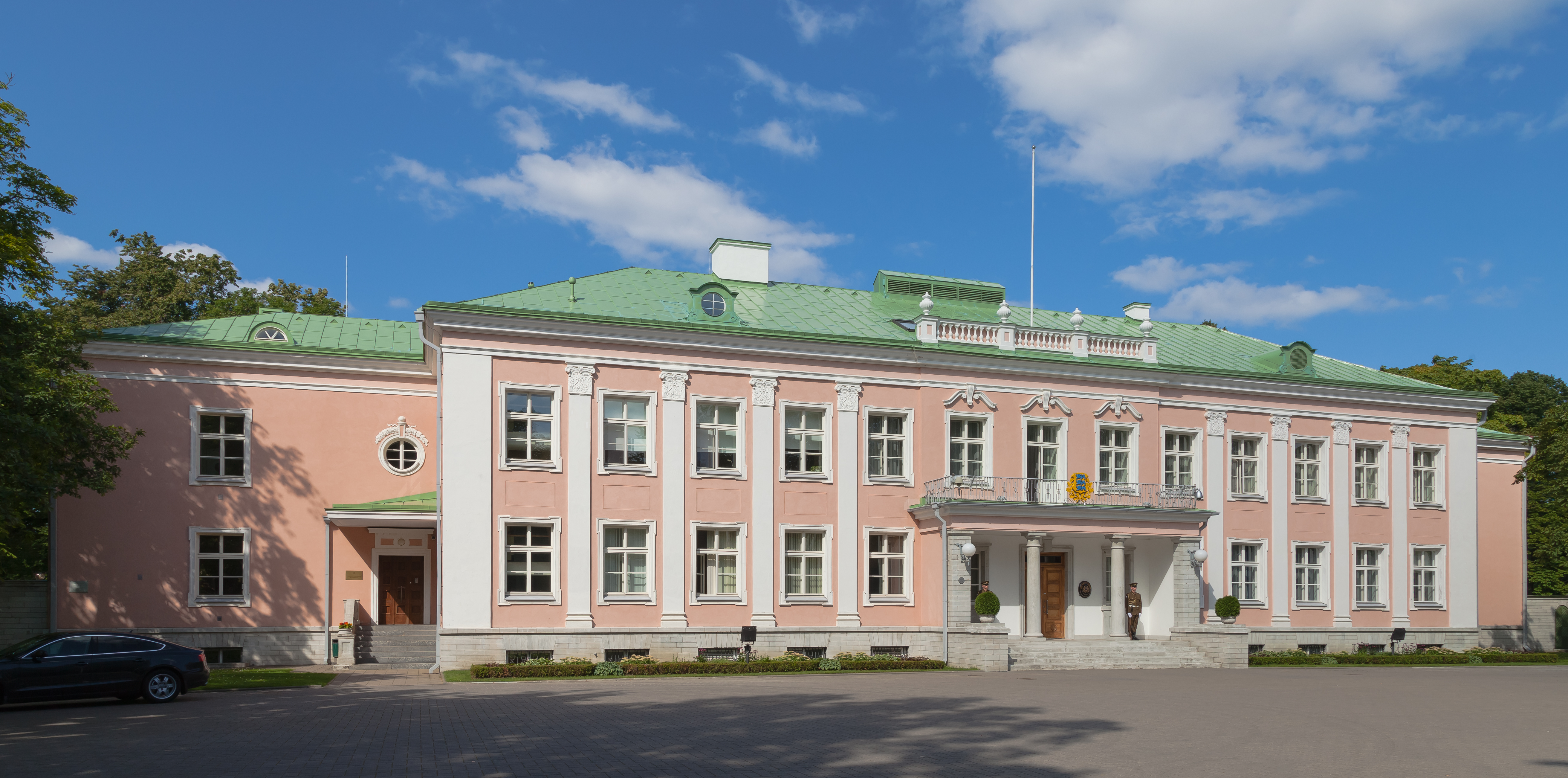
Az észt elnöki rezidencia a Kadriorgi parkban

| Elnök | Elnök | Elnök                        | Terminus          | Terminus          | Párt                   |
| Elnök | Elnök | Elnök                        | Kezdete           | Vége              | Párt                   |
| ----- | ----- | ---------------------------- | ----------------- | ----------------- | ---------------------- |
| 1     |       | Konstantin Päts (1874–1956)  | 1938. április 24. | 1940. július 23.  |                        |
| 2     |       | Lennart Meri (1929–2006)     | 1992. október 6.  | 2001. október 8.  | Nemzeti Koalíciós Párt |
| 3     |       | Arnold Rüütel (1928–2024)    | 2001. október 8.  | 2006. október 9.  | Észtországi Népi Unió  |
| 4     |       | Toomas Hendrik Ilves (1953–) | 2006. október 9.  | 2016. október 10. | Szociáldemokrata Párt  |
| 5     |       | Kersti Kaljulaid (1969–)     | 2016. október 10. | 2021. október 11. | Független              |
| 6     |       | Alar Karis (1958–)           | 2021. október 11. | hivatalban        | Független              |